# Rotenburg (Wümme)
Rotenburg (Wümme), niederdeutsch Rodenborg (Wümm), bis 1969 Rotenburg in Hannover, genannt auch Rotenburg an der Wümme, ist eine Mittelstadt und Kreisstadt des Landkreises Rotenburg (Wümme) im nordöstlichen Niedersachsen. Sie liegt an der Wümme im Dreieck zwischen Bremen, Hannover und Hamburg.

## Geografie

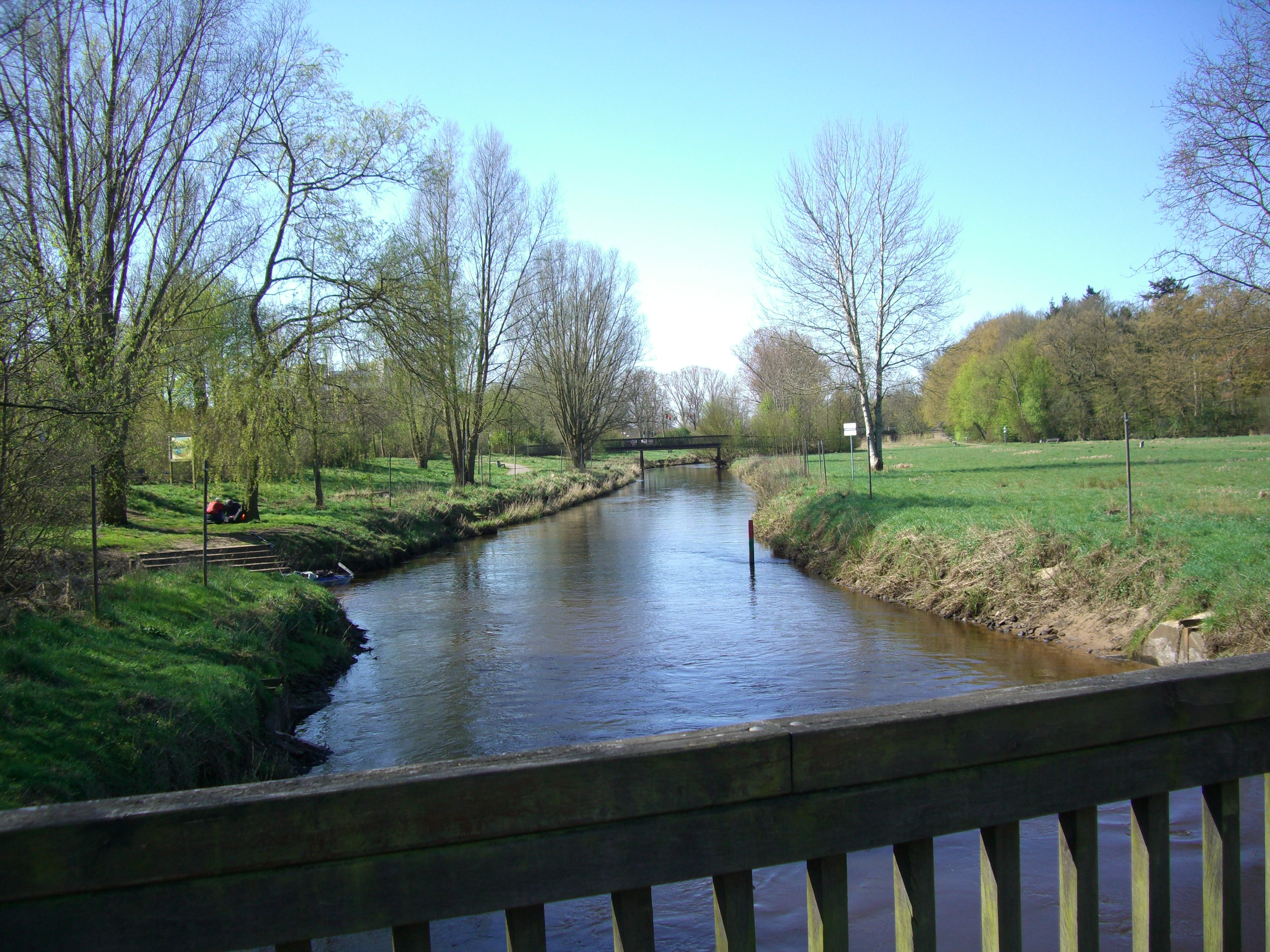
Die Wümme in Rotenburg

Luftbild von Rotenburg 2012

### Geografische Lage
Rotenburg liegt im Elbe-Weser-Dreieck im Naturraum Stader Geest am Schnittpunkt mehrerer ihrer Teilgebiete: Die Stadt befindet sich in der Niederung der drei Flüsse Wümme, Wiedau und Rodau. Nördlich grenzt das Stadtgebiet an die Zevener Geest, südlich an die Achim-Verdener Geest. Um Rotenburg befinden sich ausgedehnte Wälder und naturbelassene Moore sowie der Große und der Kleine Bullensee.

### Nachbarstädte
| Osterholz-Scharmbeck 52 km | Zeven, Bremervörde 24 km, 48 km             | Tostedt, Hamburg 31 km, 70 km     |
| Bremen 46 km               | Kompassrose, die auf Nachbargemeinden zeigt | Schneverdingen 28 km              |
| Verden 24 km               | Walsrode, Hannover 34 km, 96 km             | Visselhövede, Soltau 19 km, 36 km |

### Klima
Das Klima ist kühlgemäßigt mit kühlen Wintern und warmen Sommern bei einer Jahresdurchschnittstemperatur von 10,1 °C. Die Jahresniederschlagssumme beträgt 815 mm. Alle zwölf Monate sind humid. Die Sonnenscheindauer beläuft sich im Mittel der Jahre auf 2259 Stunden, das sind 188 Stunden im Monat. Der sonnenreichste Monat ist der Juli mit 309 Stunden, der sonnenärmste der Januar mit 74 Stunden. Die Klimaklassifikation nach Köppen und Geiger lautet Cfb.
|                        | Jan | Feb | Mär | Apr  | Mai  | Jun  | Jul  | Aug  | Sep  | Okt  | Nov | Dez |   |      |
| Mittl. Temperatur (°C) | 2,0 | 2,4 | 5,0 | 9,5  | 13,6 | 16,5 | 18,7 | 18,3 | 15,1 | 10,8 | 6,2 | 3,2 | ⌀ | 10,1 |
| Mittl. Tagesmax. (°C)  | 3,9 | 5,1 | 8,6 | 13,9 | 17,9 | 20,6 | 22,7 | 22,2 | 18,8 | 13,7 | 8,3 | 5,0 | ⌀ | 13,4 |
| Mittl. Tagesmin. (°C)  | 0,0 | 0,0 | 1,6 | 5,1  | 9,1  | 12,2 | 14,6 | 14,4 | 11,7 | 8,0  | 4,1 | 1,3 | ⌀ | 6,9  |
|                        |     |     |     |      |      |      |      |      |      |      |     |     |   |      |
| Niederschlag (mm)      | 74  | 57  | 61  | 54   | 66   | 72   | 87   | 77   | 65   | 65   | 64  | 73  | Σ | 815  |
|                        |     |     |     |      |      |      |      |      |      |      |     |     |   |      |
| Sonnenstunden (h/d)    | 2,5 | 3,6 | 4,9 | 7,9  | 9,3  | 9,7  | 10,0 | 9,1  | 6,8  | 4,8  | 3,1 | 2,4 | ⌀ | 6,2  |
|                        |     |     |     |      |      |      |      |      |      |      |     |     |   |      |
| Regentage (d)          | 10  | 9   | 9   | 9    | 8    | 9    | 10   | 10   | 8    | 9    | 9   | 10  | Σ | 110  |
|                        |     |     |     |      |      |      |      |      |      |      |     |     |   |      |
| Luftfeuchtigkeit (%)   | 84  | 81  | 77  | 69   | 67   | 68   | 69   | 71   | 75   | 81   | 87  | 85  | ⌀ | 76,1 |

| 0,0 |

| 0,0 |

| 1,6 |

| 5,1 |

| 9,1 |

| 12,2 |

| 14,6 |

| 14,4 |

| 11,7 |

| 8,0 |

| 4,1 |

| 1,3 |

| 0,0 |

| 0,0 |

| 1,6 |

| 5,1 |

| 9,1 |

| 12,2 |

| 14,6 |

| 14,4 |

| 11,7 |

| 8,0 |

| 4,1 |

| 1,3 |

## Geschichte

### Vorgeschichte
Das Auffinden des Rillensteins von Borchel, eines Menhirs aus vorgeschichtlicher Zeit belegt, ähnlich wie entsprechende Funde aus Kirchwalsede oder Wittorf, die frühe Besiedelung der Region.
Die Archäologen datieren die Entstehung derartiger nordischer Varianten der Menhire mehrheitlich in die mittlere Jungsteinzeit, etwa zwischen 3500 und 2800 v. Chr.

### Gründung und Mittelalter
Der heutige Ort entstand im Schutz der westlich von ihm gelegenen Burg Rotenburg, die um 1195 von Bischof Rudolf von Verden (1189–1205) als sein Amtssitz und als Bollwerk gegen die nahe gelegene stiftbremische Burg Ottersberg gegründet worden war. Die Herkunft des Namens ist ungeklärt. Wissenschaftlich bevorzugt wird die Herkunft von Rodungsburg im Sumpfgelände oder der roten Burg (Hinweis auf roten Backstein als Baumaterial). Rotenburg, das kirchlich zum Bistum Verden (bis 1631) und landesherrlich zum gleichnamigen Hochstift (bis 1648) gehörte, diente wiederholt als Residenz der Fürstbischöfe. Anfang des 15. Jahrhunderts erhielt der Ort eine Weichbildverfassung, d. h. besondere Freiheitsrechte im Verhältnis zum Landesherrn. Ein Bürgermeister und ein Ratsmann werden urkundlich genannt. Die Bezeichnung Weichbild wandelte sich später in Flecken. Um 1500 wurde der Ort, der sich zum Marktflecken entwickelte, mit Mauern und Tor befestigt.

### Neuzeit

#### Dreißigjähriger Krieg
Seit dem 16. Jahrhundert lässt sich eine zentralörtliche Funktion Rotenburgs für die umliegenden Kirchspiele nachweisen und damit auch der Sitz einer Amtsverwaltung für einen Verwaltungsbezirk, den Vorgänger des heutigen Landkreises. 1566 führte Bischof Eberhard von Holle (1566–1586) die Reformation nach dem lutherischen Bekenntnis ein. Philipp Sigismund von Braunschweig-Wolfenbüttel, lutherischer Fürstbischof von Verden und Osnabrück, baute die Burg Ende des 16. Jahrhunderts zu einem prächtigen Renaissance-Schloss um, in dessen Kapelle ein Orgelprospekt des bedeutenden Künstlers Ludwig Münstermann stand (heute Focke-Museum, Bremen) und das 1626 durch Truppen Tillys teilweise zerstört wurde.
In Rotenburg wurden von 1647 bis 1666 Hexenverfolgungen durchgeführt: Neun Frauen und drei Männer gerieten in Hexenprozesse, eine 17-jährige Frau wurde 1665 verbrannt. Es waren direkte Nachbarn der Opfer, denen sowohl die Missbrauchsvorwürfe als auch die Denunzierung zuzurechnen waren.

#### Schwedische Zeit
Nach dem Dreißigjährigen Krieg endete die Herrschaft der Verdener Bischöfe und Rotenburg kam als Teil des nun säkularisierten und jetzt Herzogtum Verden genannten Stifts unter schwedische Herrschaft. In dieser Zeit bauten die neuen Landesherrn die Burg mit den Resten des Schlosses zu einer modernen Festungsanlage als Vorwerk zum Schutze der Hauptfestung Stade aus. Der Festungsausbau erforderte die Niederlegung der westlichen Teile des Ortes, wodurch eine Ostverschiebung der Siedlungsfläche notwendig wurde. Auch die Gemeindekirche musste abgebrochen und an die Stelle der heutigen Stadtkirche verlegt werden.
Im Schwedisch-Brandenburgischen Krieg von 1675 bis 1676 wurde Rotenburg in einem Feldzug von mehreren Staaten des Heiligen Römischen Reiches und Dänemark erobert und blieb bis zum Kriegsende 1679 in alliiertem Besitz. Im Zuge des Friedens von Saint-Germain 1679 fiel Rotenburg wieder an Schweden.
Die Festung blieb bis ca. 1680 in Funktion. Danach wurde sie vernachlässigt, die Gebäude wurden abgebrochen und nur die Befestigungsanlagen teilweise modernisiert. Nach 1843 sind die letzten Wälle eingeebnet worden. An ihrer Stelle befindet sich heute das Gelände des Heimathauses. In der Zeit zwischen 1626 und 1835 lassen sich sieben Stadtbrände zählen, von denen einige zur gesamten Vernichtung der örtlichen Bausubstanz führten. Die schwedische Landesherrschaft dauerte bis zur Eroberung durch Dänemark 1712.

#### Zugehörigkeit zu Hannover, Preußen und dem Deutschen Reich
1715 gelangte Rotenburg mit dem gesamten Herzogtum Verden durch Kauf an das Kurfürstentum Braunschweig-Lüneburg. Während der Napoleonischen Kriege bildete die Region um Rotenburg als Kanton Rotenburg einen Teil des Arrondissements Bremen im kaiserlich französischen Département des Bouches-du-Weser. Nach dem Wiener Kongress wurde 1814 das vormalige Kurfürstentum Braunschweig-Lüneburg als Königreich Hannover wiedererrichtet. Hier bildete Rotenburg das Zentrum des Amtes Rotenburg innerhalb der Landdrostei Stade. Diese Struktur ist noch heute in den Grenzen verschiedener Institutionen wie beispielsweise der IHK Stade oder des Landschaftsverbandes Stade erkennbar. Nach Annexion Hannovers 1866 durch Preußen lag Rotenburg innerhalb der Provinz Hannover, weshalb der Ort die Bezeichnung Rotenburg in Hannover erhielt. In dieser Zeit entstand der Bahnanschluss an der Rollbahn Bremen–Hamburg, die 1874 eröffnet wurde. 1880 erfolgte die Gründung der bis heute bestehenden Rotenburger Werke der Inneren Mission als Stätten für geistig Behinderte durch Adolf Kottmeier. 1905 verlegte das von Elise Averdieck gegründete evangelisch-lutherische Diakonissenmutterhaus Bethesda seinen Sitz von Hamburg nach Rotenburg, das mit dem Bau eines Krankenhauses (heutiges Diakonieklinikum) und der Übernahme der Pflege für die Bewohner der Rotenburger Werke verbunden war. 1929 erhielt der Flecken Rotenburg die Stadtrechte.

#### Rotenburg in der NS-Zeit
Die Nationalsozialistische Deutsche Arbeiterpartei erhielt bei der Reichstagswahl März 1933 65 % der Stimmen und lag damit erheblich höher als der Reichsdurchschnitt 43,9 %. Die antisemitisch/völkische Kampffront Schwarz-Weiß-Rot erhielt in Rotenburg weitere 17,5 % der Stimmen (Reichs-Wahlergebnis: 8 %). Diese mehrheitlich völkisch-nationalistische Haltung prägte in den Folgejahren die Gesellschaft und die Institutionen Rotenburgs. In den heutigen Rotenburger Werken, damals Rotenburger Anstalten der Inneren Mission, Heil- und Pflegeanstalt für Epileptische, waren schon 1931, vor der Machtergreifung der Nationalsozialisten, die Lehren der Rassenhygiene und Fragen zur „Vernichtung lebensunwerten Lebens“ Lehrinhalt der Pflegerausbildung. Bis 1945 wurden an 97 Bewohnerinnen und 238 Bewohnern Zwangssterilisierungen durchgeführt. Weitere Bewohner wurden selektiert, zum Bahnhof geführt und von dort in Forschungseinrichtungen oder Vernichtungslager verbracht. Insgesamt wurden 547 Einwohner der heutigen Rotenburger Werke im Rahmen der Aktion T4 getötet. Einzelschicksale wie Mitglieder der Familie Kromminga oder des Bewohners Erich Paulicke wurden detaillierter dokumentiert. Rotenburg war Standort eines Arbeitserziehungslagers, in das Zwangs- und Ostarbeiter eingeliefert wurden, die sich nicht regelkonform verhielten. Zur Zeit des Nationalsozialismus wurden die in Rotenburg ansässigen Juden (wie beispielsweise die ortsansässige Kaufmannsfamilie Cohn) vertrieben und überwiegend ermordet. Gegen Widerstand aus der Bevölkerung gegen den von den Initiatoren beanspruchten Standort wurde 2005 die Cohn-Scheune als Museum und Denkmal errichtet. Sie bietet Einblick in die Geschichte und das jüdische Leben der Stadt.

#### Nachkriegszeit
Die Aufarbeitung der Zeit des Nationalsozialismus dauert bis in die Gegenwart und wurde zum Teil erst nach der Jahrtausendwende überhaupt begonnen. Von 1989 bis 1992 war Rotenburg Hauptsitz der „Stillen Hilfe“, einer Organisation, die sich der Verteidigung und Betreuung von Tätern des NS-Regimes widmete. Der Kandidat der Rotenburger CDU, Stadtdirektor Ernst-Ulrich Pfeifer, wurde wegen seiner Unterstützung der Stillen Hilfe kritisiert.
Nach dem Ende des Zweiten Weltkriegs wuchs die zunächst zum Land Hannover und dann zum neuen Bundesland Niedersachsen gehörende und bis dahin zu über 90 % evangelische Stadt durch die Ansiedlung vieler Heimatvertriebener vor allem aus Schlesien und Ostpreußen stark an. Unter den damaligen Neubürgern befand sich auch eine große Zahl Katholiken, die 1961 in der Corpus-Christi-Kirche ein neues Kirchengebäude bezogen. Weitere Neubürger zogen in Verbindung mit der örtlichen Garnison oder dem Diakoniekrankenhaus zu. Rotenburg verlor den ursprünglichen Charakter einer Ackerbürgerstadt. Zahlreiche Neubaugebiete und Schulneubauten waren die Folge. Am 16. Mai 1969 wechselten Stadt und Landkreis ihren Namen von Rotenburg in Hannover in Rotenburg (Wümme). 1977 blieb die Stadt im Rahmen der Kreisgebietsreform Sitz der Kreisverwaltung eines vergrößerten Landkreises Rotenburg. Seit Öffnung des Eisernen Vorhangs erlebte Rotenburg einen weiteren Wachstumsschub durch Zuzug vieler Russlanddeutscher und anderer Spätaussiedler aus Ländern des ehemaligen Ostblocks. Durch diese Gruppe von Neubürgern werden inzwischen mehrere Stadtviertel geprägt. Rotenburg war während der Fußballweltmeisterschaft 2006 Gastgeber der Nationalmannschaft von Trinidad und Tobago.

#### Eingemeindungen
Am 1. März 1974 wurden im Zuge der niedersächsischen Gemeindegebietsreform die Gemeinden Borchel, Mulmshorn, Unterstedt und Waffensen eingemeindet, wodurch sich das Stadtgebiet auf 98,81 km² vergrößerte.

### Religion
Im traditionell evangelisch-lutherisch geprägten Rotenburg (Wümme) steht die Stadtkirche. Die römisch-katholische Kirchengemeinde hat ihren Sitz in der Corpus-Christi-Kirche. In Rotenburg befinden sich Gemeinderäume der Evangelisch-Freikirchlichen Gemeinde, der Freien evangelischen Gemeinde (FeG), der Zeugen Jehovas, der Neuapostolischen Kirche, der Zionsgemeinde sowie der Adventgemeinde.
Eine islamische Moscheegemeinde mit Sitz in der Küçük-Ayasofya-Moschee befindet sich in der Fuhrenstraße. Der Moscheeverein gehört der Islamischen Föderation Bremen an und wird der IGMG zugerechnet.
An die bis 1938 in Rotenburg lebenden Mitbürger jüdischen Glaubens wird durch die neu aufgebaute Cohn-Scheune erinnert. In Rotenburg existiert noch ein erhaltener jüdischer Friedhof im Stadtviertel Imkersfeld.
Ein wachsender Anteil der Bevölkerung ist konfessionell ungebunden.

## Politik

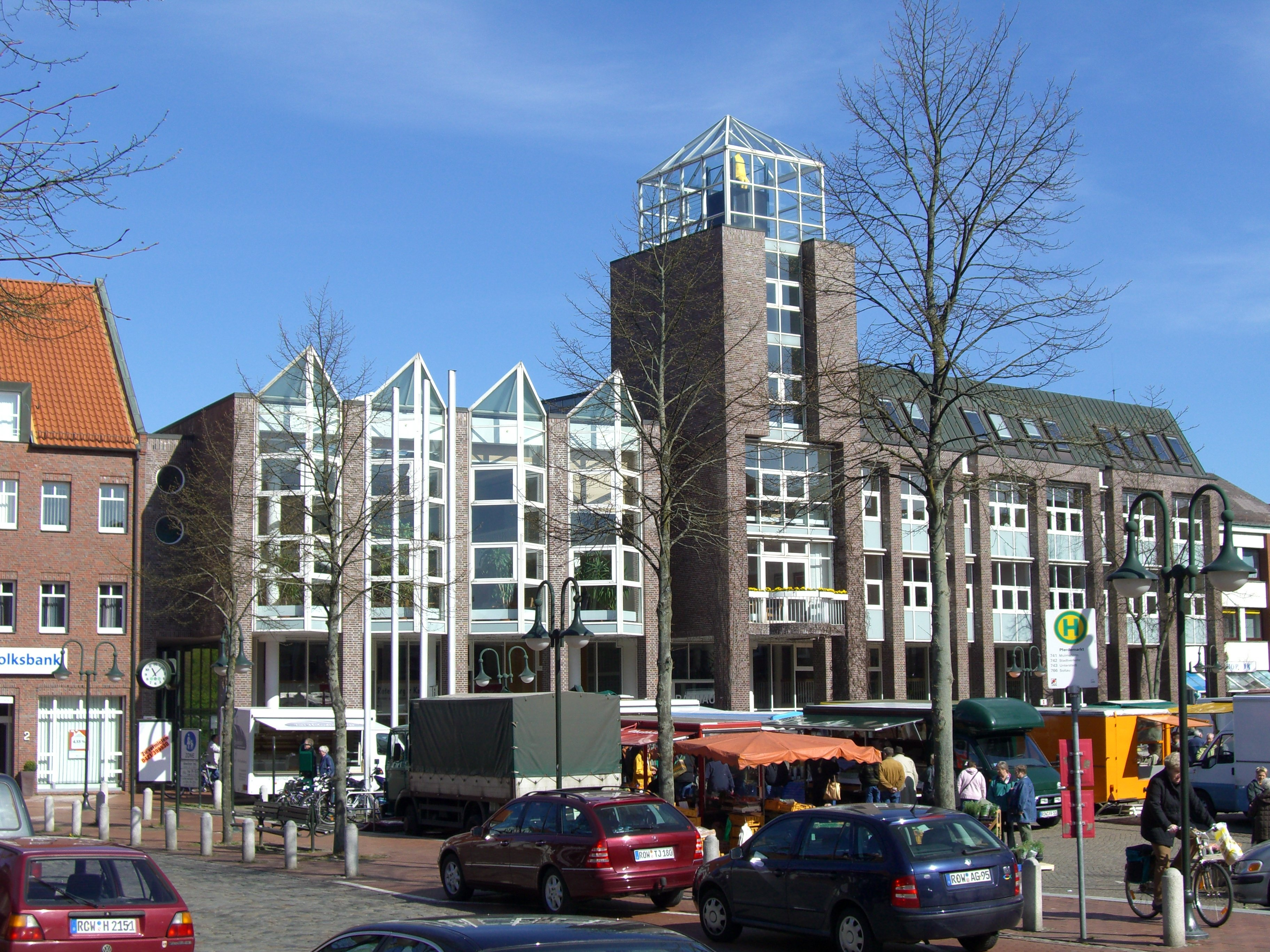
Rathaus am Pferdemarkt

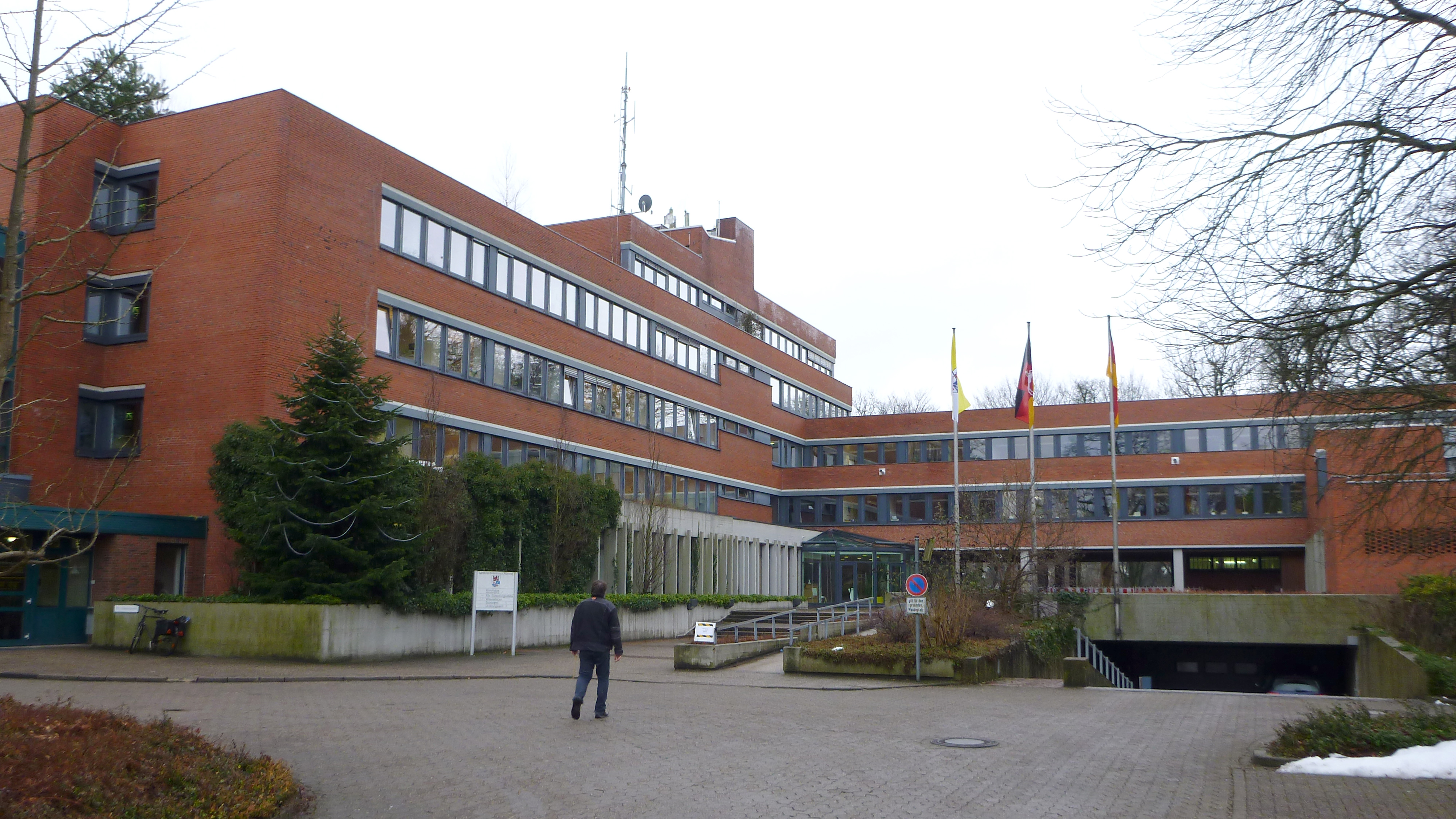
Kreishaus in Rotenburg

### Rat
Der Rat der Stadt Rotenburg (Wümme) besteht aus 34 Ratsfrauen und Ratsherren. Dies ist die festgelegte Anzahl für eine Stadt mit einer Einwohnerzahl zwischen 20.001 und 25.000 Einwohnern. Die 34 Ratsmitglieder werden durch eine Kommunalwahl für jeweils fünf Jahre gewählt. Die letzte Amtszeit begann am 1. November 2021 und endet am 31. Oktober 2026.
Stimmberechtigt im Rat ist außerdem der hauptamtliche Bürgermeister Torsten Oestmann (parteilos).
Durch die Kommunalwahl am 12. September 2021 ergab sich folgende Verteilung der 34 Sitze im Rat der Stadt:
| Partei / Liste                   | Sitze |
| CDU                              | 12    |
| SPD                              | 10    |
| Bündnis 90/Die Grünen            | 6     |
| Volt                             | 1     |
| Wählerinitiative Rotenburg (WIR) | 1     |
| Freie Wähler Niedersachsen       | 1     |
| FDP                              | 1     |
| Die Linke                        | 1     |
| Einzelwahlvorschlag Aliev        | 1     |

Stimmenanteile der Parteien in Prozent
| Jahr | CDU  | SPD  | Grüne | AfD   | WIR | Freie Wähler | FDP | Sonstige |        | Wahlbeteiligung |
| 2011 | 35,1 | 33,6 | 18,7  | n. a. | 4,0 | n. a.        | 2,8 | 5,8      | n. b.  |                 |
| 2016 | 33,5 | 31,8 | 15,1  | 6,8   | 1,1 | 3,1          | 2,4 | 1,7      | 51,9 % |                 |
| 2021 | 35,2 | 29,3 | 17,1  | n. a. | 3,3 | 2,5          | 3,9 | 8,8      |        | 54,64 %         |

### Bürgermeister
Hauptamtlicher Bürgermeister der Stadt Rotenburg (Wümme) ist Torsten Oestmann (parteilos). Bei der letzten Kommunalwahl am 12. September 2021 wurde er mit 65,27 % der Stimmen gewählt. Die Wahlbeteiligung lag bei 54,64 %. Oestmann trat sein Amt am 1. November 2021 an.[veraltet]

### Wappen
| Wappen von Rotenburg (Wümme) | Blasonierung: „In Silber eine umlaufende rote Zinnenmauer, innerhalb der ein hoher und zwei niedrige rote Zinnentürme mit blauen Spitzdächern stehen, oben zwei zugewendete, gelehnte Schildchen: heraldisch rechts in Silber ein schwarzes fußgespitztes Tatzenhochkreuz (sog. „Nagelkreuz“), heraldisch links geteilt von Rot mit drei silbernen Schrägbalken und Gold.“                        |
| Wappen von Rotenburg (Wümme) | Wappenbegründung: Das Wappen geht auf das Stadtsiegel von 1427 zurück, das nach der Erweiterung der Stadtrechte 1403 durch Johannes III. von Asel, Bischof von Verden, angefertigt wurde. Das Wappen zeigt eine rote Burg als redendes Element und das Kreuz der Bischöfe von Verden. Der andere Schild zeigt das Wappen von Johannes von Asel selbst. Das Wappen wurde 1959 offiziell verliehen. |

### Städtepartnerschaften
Rotenburg ist durch eine Städtepartnerschaft verbunden mit
- Aalter in Flandern, Belgien

Zu anderen Rotenburgs (in unterschiedlicher Schreibweise) unterhält die Stadt Patenschaften:
- Rothenburg ob der Tauber, Bayern, Deutschland
- Rotenburg an der Fulda, Hessen, Deutschland
- Rothenburg/Oberlausitz, Sachsen, Deutschland
- Rothenburg (Saale), Sachsen-Anhalt, Deutschland
- Rothenburg LU, Schweiz
- Czerwieńsk, Polen (Rothenburg an der Oder)

### Ortsräte
Die drei Stadtteile Mulmshorn, Unterstedt und Waffensen werden jeweils von einem Ortsrat vertreten. Die Ortsratsmitglieder werden durch eine Kommunalwahl für jeweils fünf Jahre gewählt.
Bei der Kommunalwahl 2021 ergab sich folgende Sitzverteilungen:
| Stadtteil  | CDU | SPD | Grüne | WG | Gesamt  |
| ---------- | --- | --- | ----- | -- | ------- |
| Mulmshorn  | –   | –   | –     | 9* | 9 Sitze |
| Unterstedt | 3   | 5   | 1     | –  | 9 Sitze |
| Waffensen  | 6   | 3   | –     | –  | 9 Sitze |

(*Wir für Mulmshorn)

## Kultur

### Regelmäßige Veranstaltungen
- Seit 1982 zieht die Rotenburger Gitarrenwoche jährlich international renommierte Gitarristen in die Kreisstadt.
- Auf der Sandbahn „Wümmering“ in Mulmshorn jährlich im Juli Motorrad-Sandbahnrennen des MSC Mulmshorn.

### Kulinarische Spezialitäten
Die Spirituosenfabrik Bruns existiert seit 1906 und produziert Schnäpse und Liköre. Häufig haben deren Namen einen Bezug zur Stadt Rotenburg. So gibt es passend zum Maskottchen des Rotenburger Kartoffelmarktes Knolli einen gleichnamigen Kartoffelschnaps. Außerdem im Programm sind der Bullensee blau und der Rotenburger Tropfen.
In Rotenburg und den umliegenden Orten der Wümmeniederung wird traditionell niedersächsisch-bremische Hausmannskost gegessen. Beliebt sind je nach Saison Grünkohl, Knipp, Hochzeitssuppe, Wildspezialitäten, Kartoffeln und Spargel.

### Musik
Die Rotenburger Rockgruppe Everlaunch wurde 1999 gegründet.

### Bauwerke
- Evangelisch-lutherische Stadtkirche (bedeutende neugotische Hallenkirche unter dem Einfluss von Friedrich Schinkels Friedrichswerderscher Kirche Berlin, 1860–1862 durch den Bremer Architekten Klingenberg errichtet, mit Altaraufbau, Orgelprospekt, Kanzel und gusseisernen Säulen der Erbauungszeit, Taufstein aus dem 16. Jahrhundert, Glocke aus dem 14. Jahrhundert, Gemälde von Rudolf Schäfer aus dem 20. Jahrhundert; Turm aus dem 18. Jahrhundert)
- Im alten Rudolf-Schäfer-Haus in der Innenstadt hat der Rudolf-Schäfer-Verein ein Museum eingerichtet mit Bildern von Rudolf Schäfer.
- In direkter Nachbarschaft zur Stadtkirche wurde die historische Cohn-Scheune wiederaufgebaut und am 19. September 2010 als Museum für jüdisches Leben in Rotenburg und Umgebung sowie als interreligiöses Begegnungszentrum eröffnet. Es handelt sich hierbei um ein Fachwerkhaus, das sich im Besitz der früher hier ansässigen jüdischen Familie Cohn befand und dessen abmontiertes Originalfachwerk erhalten geblieben war.
- Das Kriegerdenkmal 1914/18 neben der Stadtkirche zur Erinnerung an die gefallenen Söhne der Stadt
- Speicherviertel am Stadtstreek (Gebäude von 1806/1812)
- Von-Düring-Kaserne. Die Mitte der 1930er Jahre erbaute und 1964 nach dem Nachtjägerpiloten Helmut Lent benannte Kaserne wurde im Juni 2020 umbenannt nach dem Freiheitskämpfer und Forstwirt Johann Christian von Düring. Dieser gilt auch als ein Mitbegründer der Jägertruppe, was für den Standort eines Jägerbataillons von Bedeutung ist. Die Kaserne ist Militärischer Sicherheitsbereich.
- Fachwerk- und Steinbauten des 17. bis 19. Jahrhunderts in Goethestraße und Großer Straße (wie z. B. Kantor-Helmke-Haus, Superintendentur, Alte Apotheke, Rudolf-Schäfer-Haus)
- Heimathaus (ehemals Heimatmuseum) in einem 2-Ständer-Bauernhaus des 18. Jahrhunderts, das von Bellen im 20. Jahrhundert hierher übertragen wurde. Es steht auf dem Gelände, das bis Anfang des 19. Jahrhunderts Burg, Schloss und Festung Rotenburg trug. Fragmente des Renaissanceschlosses sind am ehemaligen Heimatmuseum aufgestellt. Das Heimathaus dient als Veranstaltungsgebäude. Auf dem Außengelände wird im Sommer ein Biergarten betrieben. Die Kneippanlage und der Apothekergarten, die Remise mit Wagen sowie der alte Backofen, der durch eine Backgruppe regelmäßig benutzt wird, und der zurzeit ungenutzte Honigspeicher gehören zum Ensemble des Geländes. Die museale Hinterlassenschaft des Heimatmuseums wird zurzeit aufgearbeitet, ein Wiedereröffnen des Museums ist geplant.
- Evangelisch-lutherische Kirche Zum Guten Hirten (1912 erbaut, mit Altargemälden von Rudolf Schäfer)
- Kunstturm (ehemaliger Schlauchturm der Feuerwehr, heute Galerie)
- Katholische Corpus-Christi-Kirche (1961) mit Marienkapelle
- Wasserturm an der Verdener Straße - integriert in ein Wohnhaus

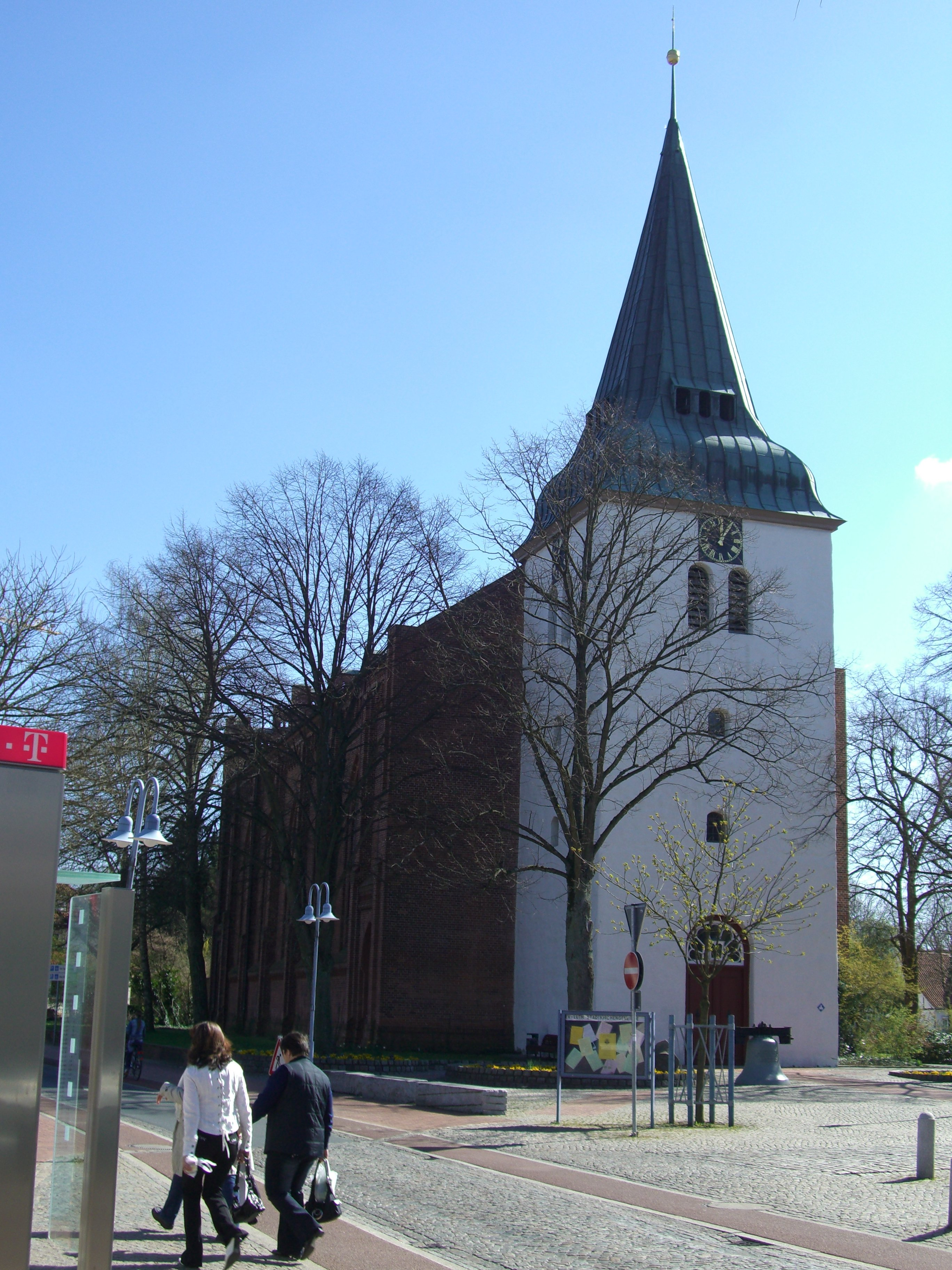
Ev. Stadtkirche
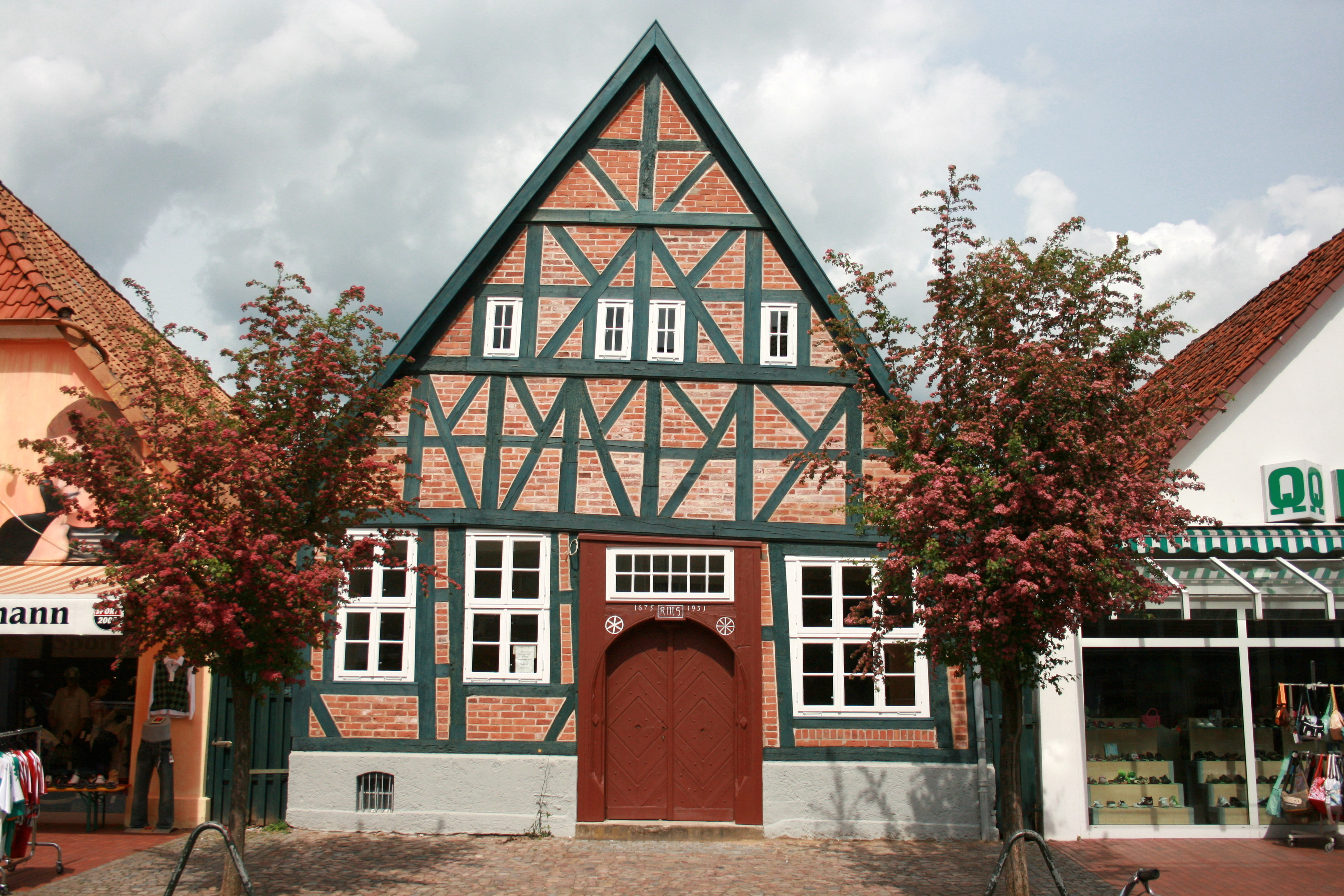
Rudolf-Schäfer-Haus
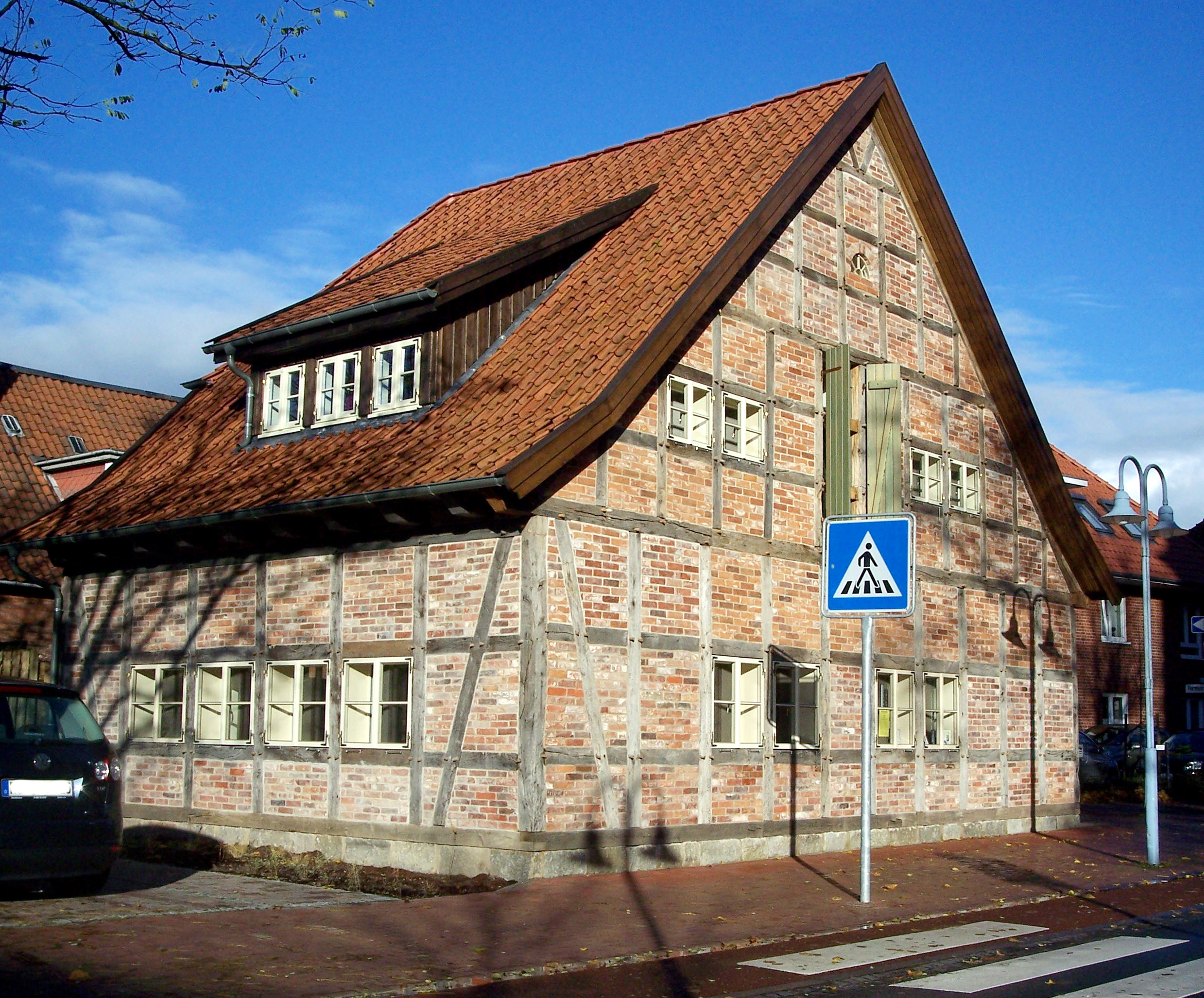
Die Cohn-Scheune
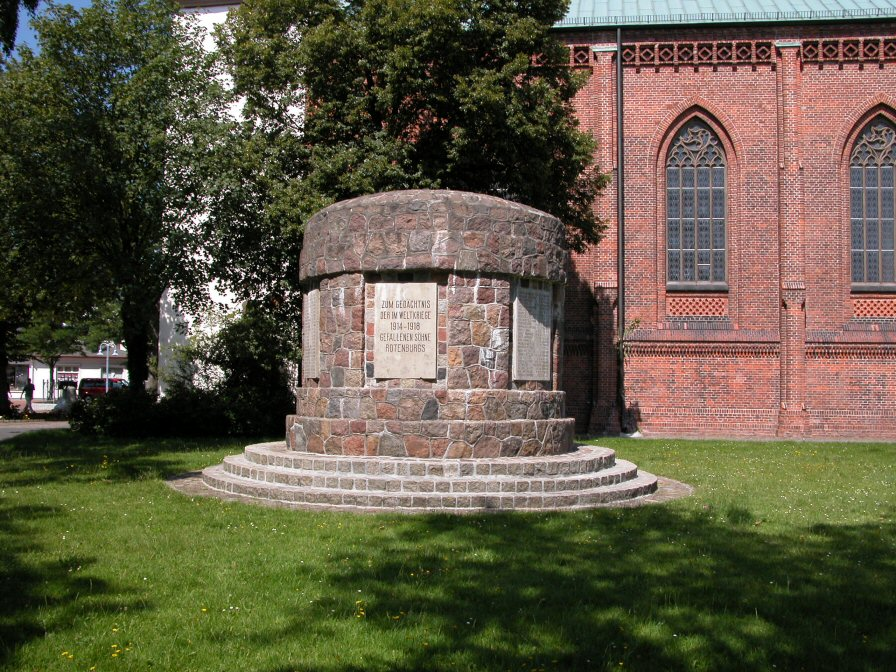
Kriegerdenkmal 1914–1918 an der Stadtkirche
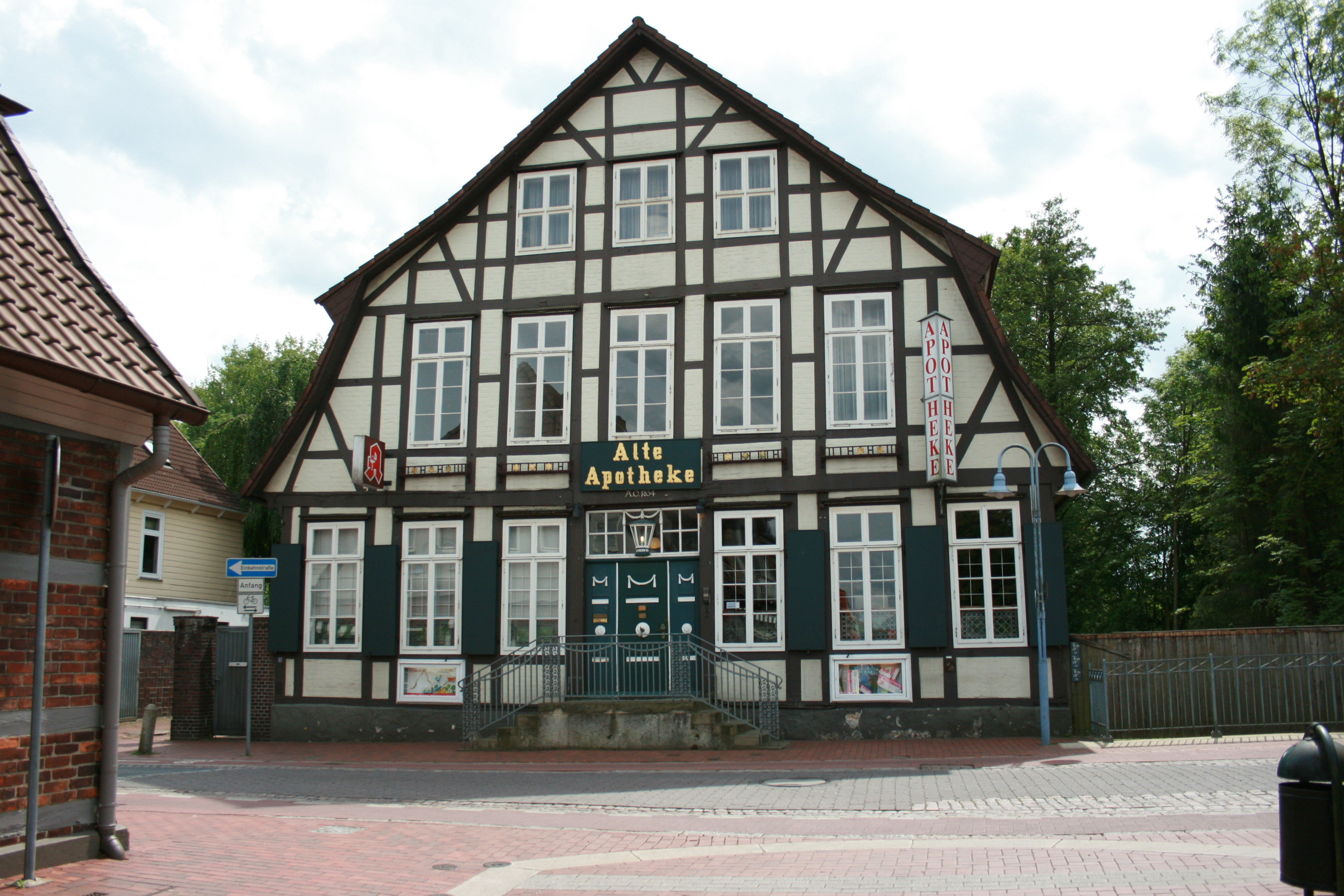
Alte Apotheke auf der Goethestraße
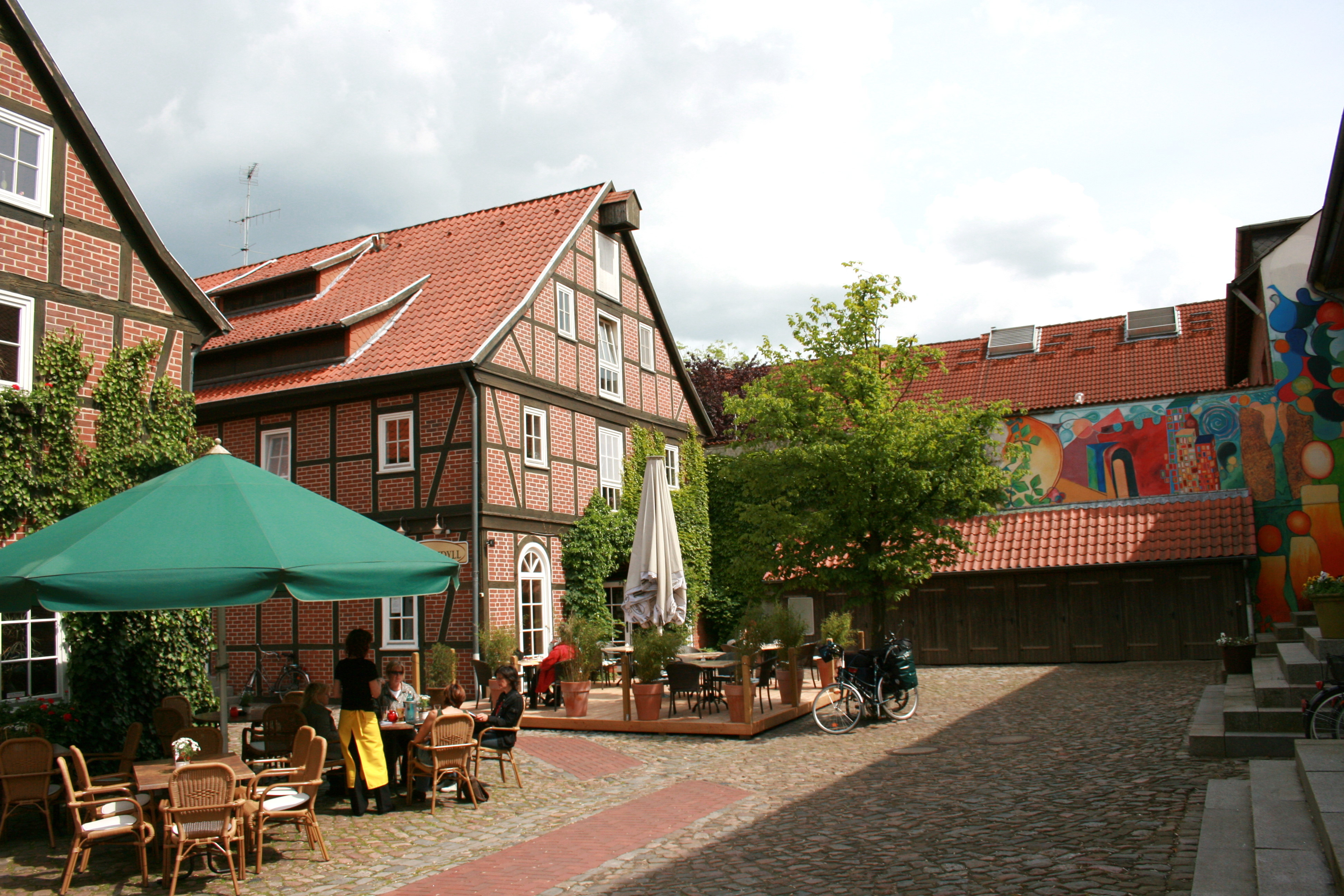
Ehlermannsche Speicher
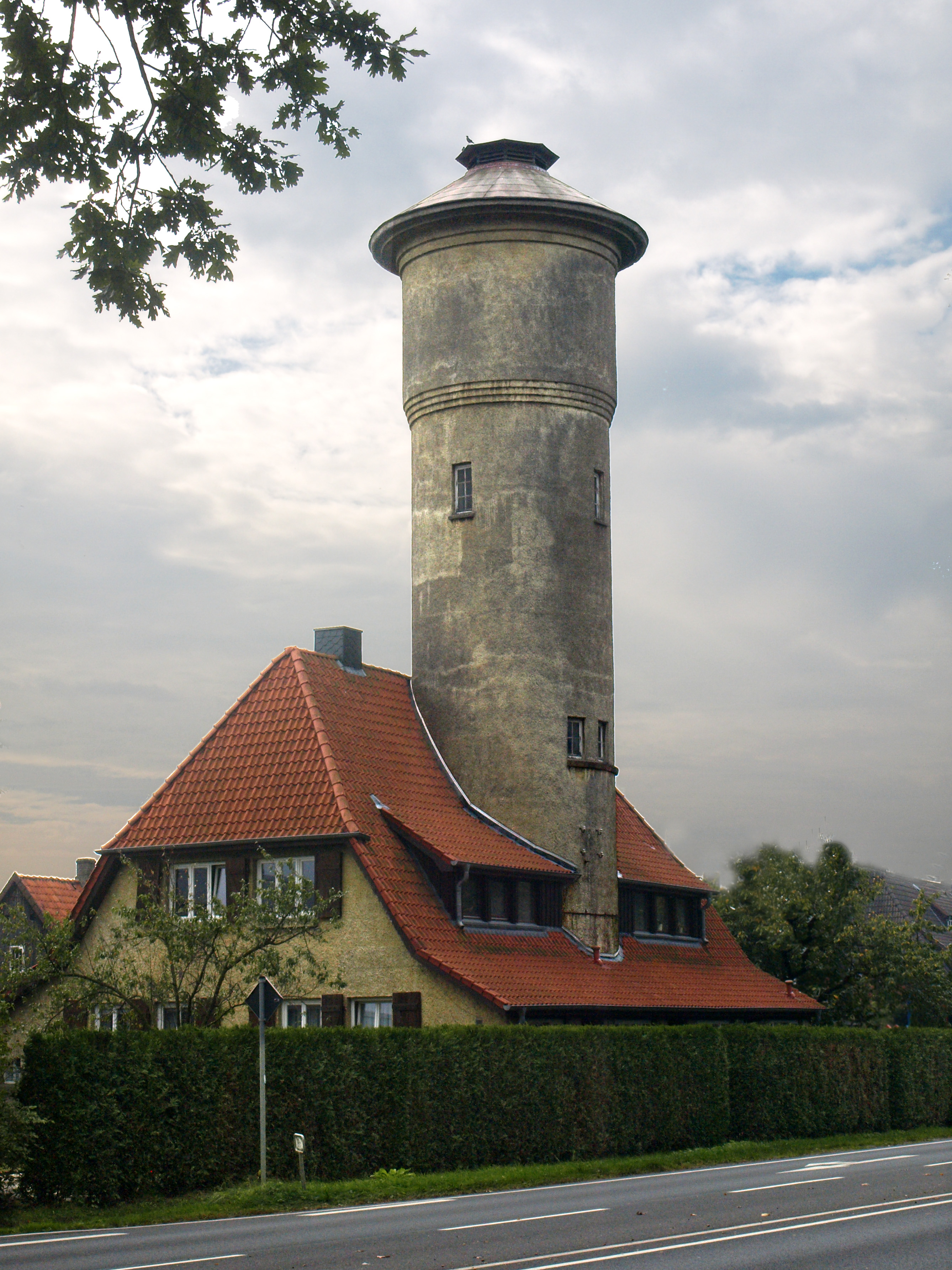
Wasserturm an der Verdener Straße

### Skulpturen im Stadtraum
Zahlreiche Skulpturen schmücken den Stadtraum sowohl auf öffentlichen Wegen und Plätzen als auch auf privatem Grund. Deren Aufstellung begann in den 1980er-Jahren mit der Anlage der Fußgängerzonen vom Pferdemarkt über die Große Straße bis zum Neumarkt.

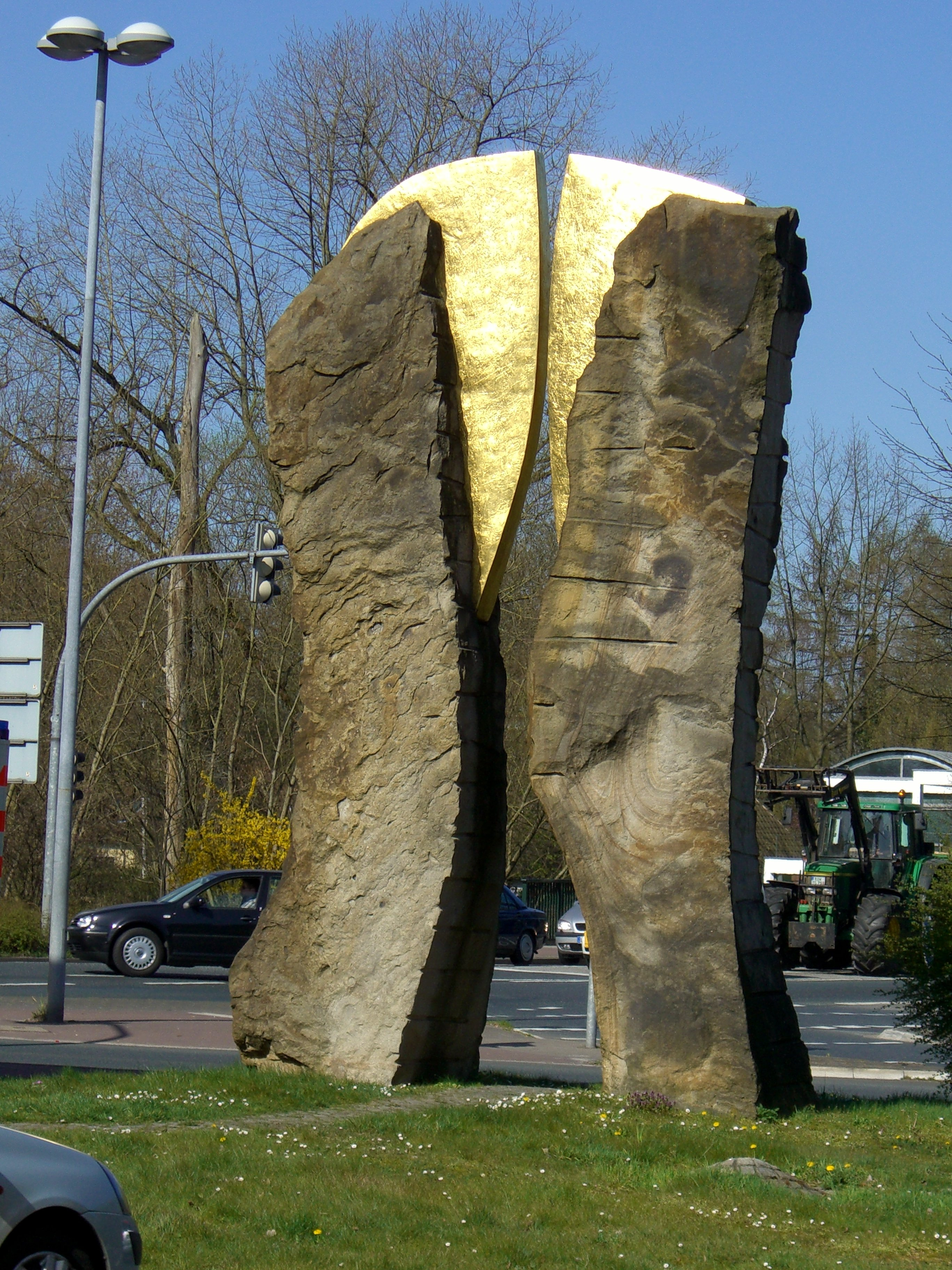
Tor zur Stadt von Werner Ratering, seit 1995 an der Kreuzung Burg-/Bahnhofstraße
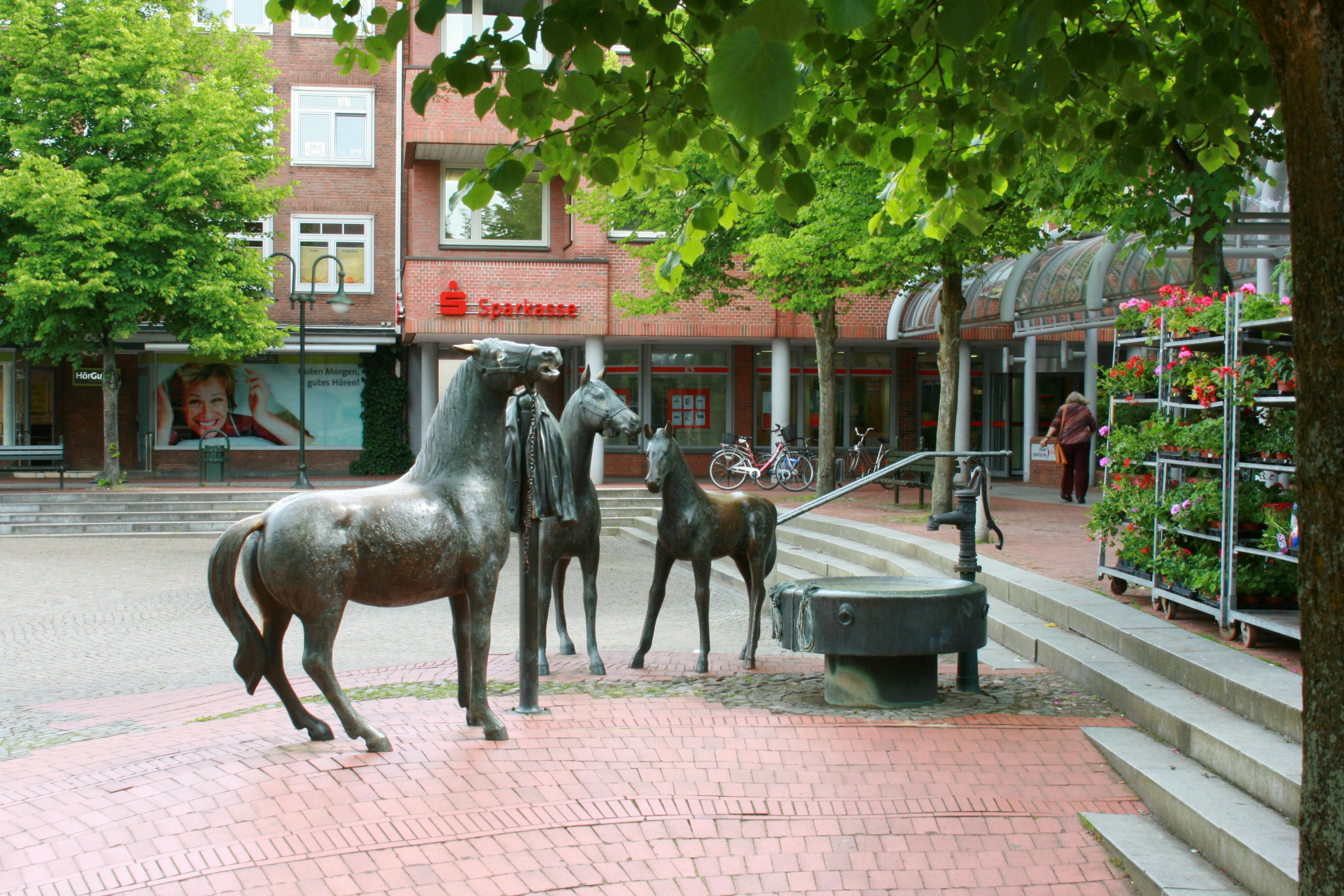
Pferdebrunnen von Claus Homfeld, seit 1985 auf dem Pferdemarkt
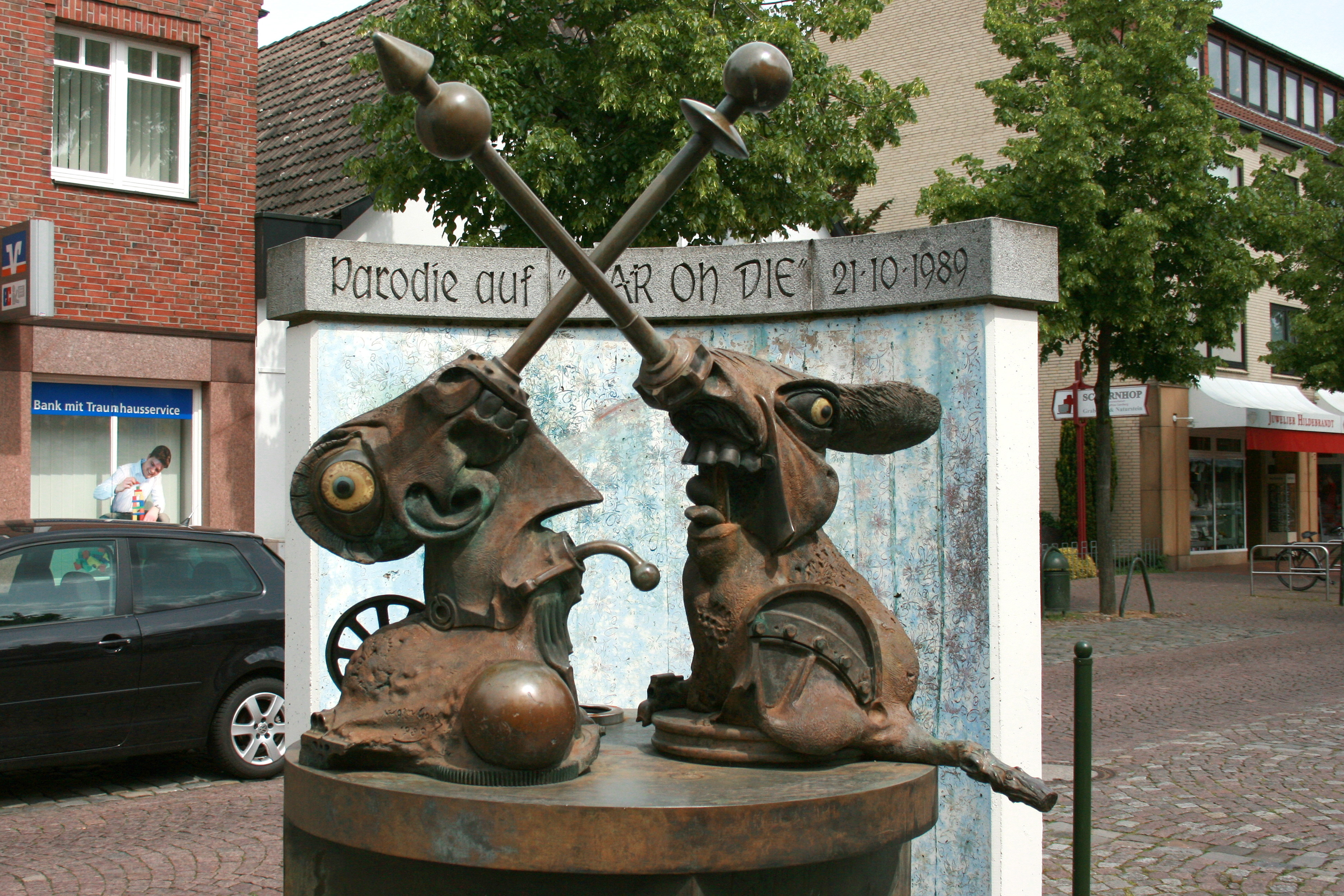
Parodie auf Paar-oh-die, eine Skulptur von Jürgen Goertz auf dem Neumarkt
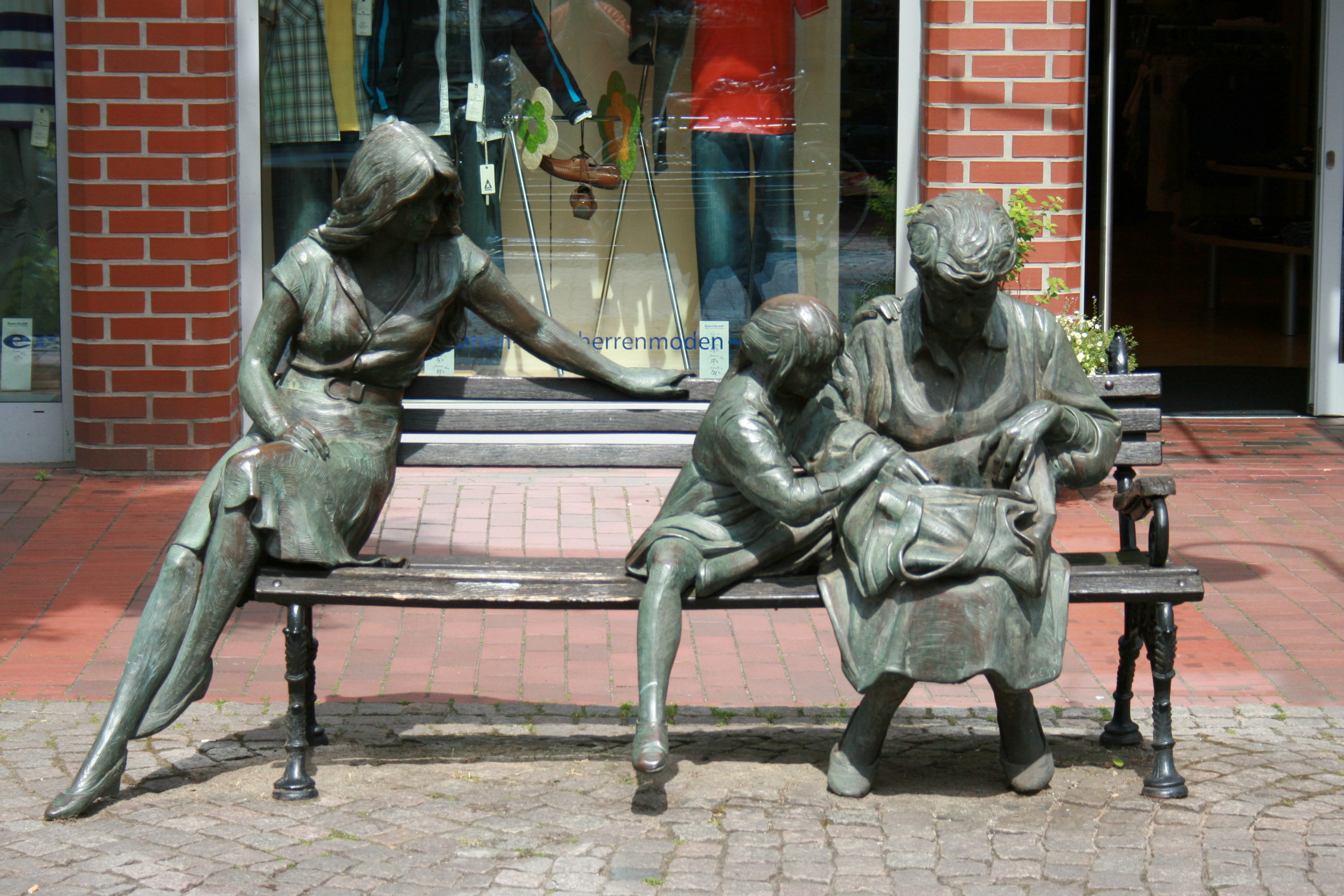
Bronze-Gruppe Drei Generationen von Carsten Eggers auf der Großen Straße
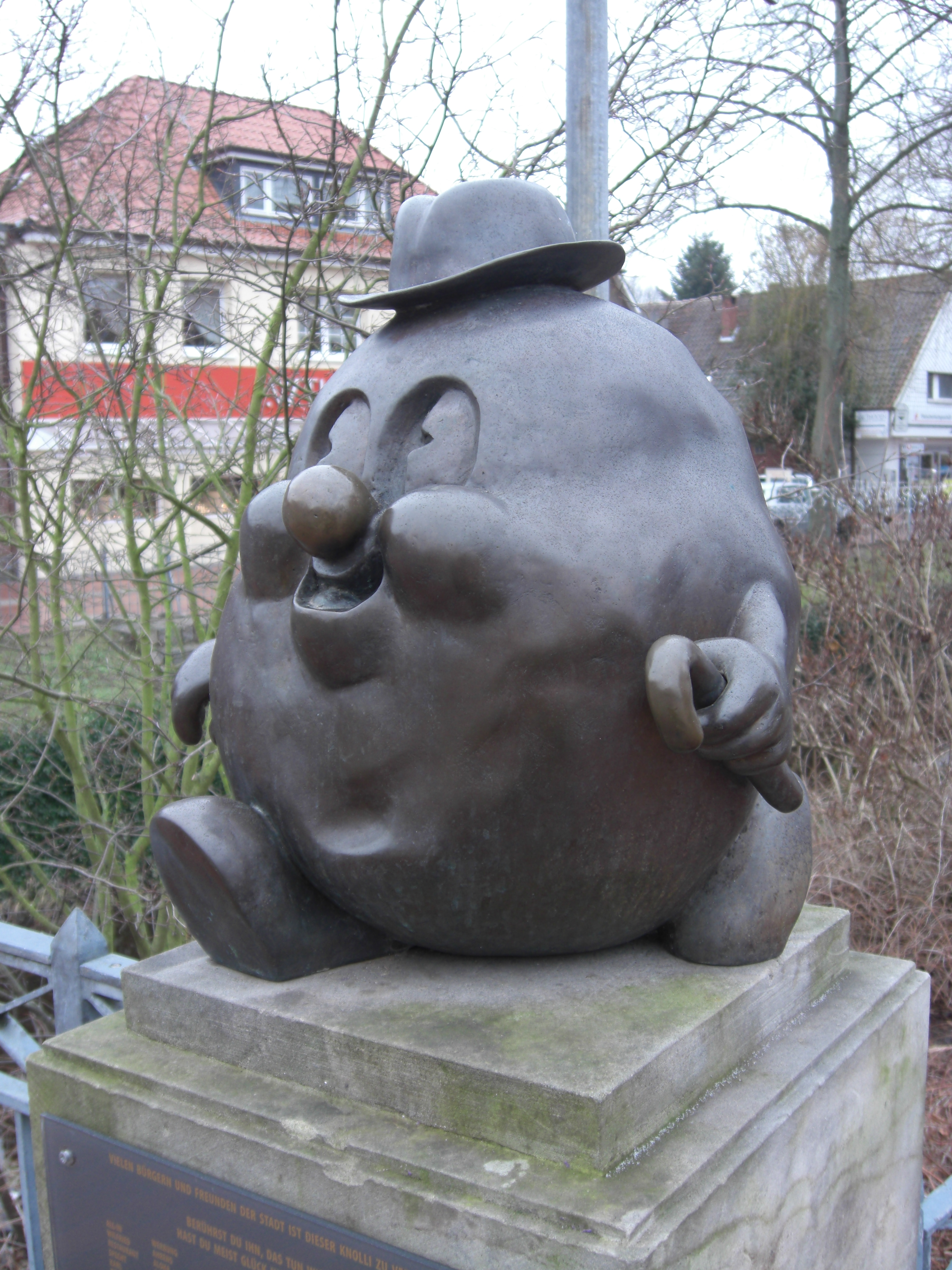
Kartoffeldenkmal Knolli auf der Geranienbrücke

### Urgeschichtliche Sehenswürdigkeiten
- Der Rillenstein von Borchel ist ein Menhir mit Rillen aus Borchel, einem Ortsteil von Rotenburg, der heute vor dem Heimatmuseum platziert ist
- Der bronzezeitliche Hügelgräberfriedhof auf dem Hempberg  (44 m ü. NHN) im Ortsteil Unterstedt mit 12 erhaltenen Gräbern

### Sport

#### Vereine
Der mit mehr als 2000 aktiven Mitgliedern größte Verein im Landkreis Rotenburg (Wümme) ist der TuS Rotenburg, der am 5. Mai 1861 gegründet wurde. Die größten und erfolgreichsten Sparten sind die Handball-Abteilung, deren Herren aktuell in der Handball-Oberliga Nordsee spielen, und die gemeinsame Basketball-Abteilung mit dem TV Scheeßel namens BG Rotenburg/Scheeßel, deren 1. Damen aktuell in der 2. Bundesliga spielt. Eine der bekanntesten Sparten ist zudem die Aerobic-Abteilung, die mehrere Deutsche Meisterschaften verbuchen konnte.
Der Rotenburger SV wurde 1949 gegründet und ist der ortsansässige Fußballverein. Die 1. Herren-Mannschaft spielte seit der Saison 2020/21 wieder in der fünftklassigen Oberliga Niedersachsen und stieg nach der Spielzeit 2023/2024 in die sechstklassige Landesliga Lüneburg ab. Die Heimspiele werden in der Sportanlage In der Ahe (3000 Plätze) ausgetragen.

#### Inklusion
2021 bewarb sich die Stadt zusammen mit Sottrum als Host Town für die Gestaltung eines viertägigen Programms für eine internationale Delegation der Special Olympics World Summer Games 2023 in Berlin. 2022 wurde sie als Gastgeberin für Special Olympics Portugal ausgewählt. Damit wurde sie Teil des größten kommunalen Inklusionsprojekts in der Geschichte der Bundesrepublik mit mehr als 200 Host Towns.

## Wirtschaft und Infrastruktur

### Wirtschaft
Bekannte Unternehmen des Fahrzeugbaues (Seico Verkaufsfahrzeuge GmbH, Borco-Höhns), der Automobilzulieferindustrie (ein Werk von Dura Automotive Systems), der Baustoffindustrie (Xella/Ytong), der Informationstechnologie (PDS Software) und der Logistik (Oetjen) haben sich in Rotenburg angesiedelt. Zudem ist Rotenburg Stammsitz des größten Garten- und Landschaftsbaubetriebes Niedersachsens, der Firma Grewe mit ca. 380 Mitarbeitern.
Die Stadt ist ein bedeutender Dienstleistungsstandort mit Sitz einer überregional bedeutenden Einrichtung für Menschen mit Behinderung (Rotenburger Werke der Inneren Mission). Das Agaplesion Diakonieklinikum Rotenburg in Rotenburg mit rund 1500 Mitarbeitern zählt zu den größten Krankenhäusern in Niedersachsen. Zur Entstehung der beiden Einrichtungen siehe auch im Absatz Geschichte.
Rotenburg besitzt Geschäftsstellen der Volksbank Wümme-Wieste eG und der Bremischen Volksbank eG. Daneben befindet es sich im Einzugsbereich der Sparkasse Rotenburg Osterholz, die ihren Sitz in Zeven hat.

### Bundeswehr
Rotenburg ist Bundeswehrstandort. Nach den Heeresfliegern, die bis Anfang 1990 hier stationiert waren, folgten Instandsetzungs-, Logistik- und Fernmeldeeinheiten.
Durch die Transformation der Bundeswehr wurde das Fernmeldebataillon 1 zum Fernmelderegiment 1 und war der 1. Panzerdivision in Oldenburg unterstellt.
1964 erhielt die Kaserne den Namen Lent-Kaserne.
Im Zuge der Neuausrichtung der Bundeswehr und der Realisierung der Struktur HEER2011 wurde das Jägerbataillon 91 neu aufgestellt und der Panzerlehrbrigade 9 unterstellt. Seit dem 8. Juni 2020 heißt der Standort Von-Düring-Kaserne.
Der Flugplatz Rotenburg (Wümme) (EDXQ) wird heute zivil genutzt.
Die ehemalige Wache der Flugplatzfeuerwehr dient dem örtlichen Ortsverband des Technischen Hilfswerks als Unterkunft und bietet diesem Platz sowie Übungsmöglichkeiten durch ehemalige Bunkeranlagen.

### Medien
- Die täglich erscheinende Rotenburger Kreiszeitung besteht – vormals als Rotenburger Anzeiger – seit 1867. Mittlerweile ist sie eine regionale Kopfausgabe der Kreiszeitung Syke in der Kreiszeitung Verlagsgesellschaft mbH & Co. KG und hat eine verbreitete Auflage von 10.403 Exemplaren und mit den Visselhöveder Nachrichten einen eigenen kleinen Ableger. Im Gegensatz zu allen übrigen Titeln dieser Mediengruppe ist sie Mitglied der Anzeigentarifgemeinschaft Bremer Anzeigenblock der Bremer Tageszeitungen AG.
- Seit 1977 erscheint die anzeigenfinanzierte Wochenzeitung Rotenburger Rundschau, deren verbreitete Auflage bei 67.680 Exemplaren liegt – einschließlich ihrer Regionalausgaben Scheeßeler Anzeiger und Visselhöveder Anzeiger. Sie gehört seit Mitte 2013 ebenfalls zur Mediengruppe Kreiszeitung.
- Zwischen Januar 2015 und Januar 2016 erschien jeweils mittwochs die Rotenburger Neue Presse, eine anzeigenfinanzierte Wochenzeitung in der Stadt sowie im Altkreis Rotenburg.
- Der Verein row-people eV. gibt seit 2001 das Online-Landkreis-Magazin ROW-People heraus.[22]
- Die Zeitschrift Helene wird seit 2012 von der Gleichstellungsbeauftragten der Stadt Rotenburg herausgegeben und erscheint dreimal im Jahr.

### Verkehr

#### Straße
Durch Rotenburg verlaufen die Bundesstraßen 71, 75, 215 und 440.

#### Eisenbahn
Der Bahnhof Rotenburg (Wümme) liegt an der Haupteisenbahnstrecke Bremen–Hamburg, auf der im Hanse-Netz Züge der metronom Eisenbahngesellschaft verkehren. Ferner beginnt hier die Bahnstrecke Verden–Rotenburg, auf der die Regio-S-Bahn Bremen/Niedersachsen verkehrt. Diese Strecke wird auch häufig als Umleitung für die Relation Hamburg–Hannover/–Ruhrgebiet befahren. Daneben besteht die von den Eisenbahnen und Verkehrsbetriebe Elbe-Weser (EVB) im Güterverkehr betriebene Strecke über Zeven nach Bremervörde (ehemals durchgehende Verbindung Hannover–Bremervörde). Der ebenfalls den EVB gehörende südliche Teilabschnitt nach Brockel (früher bis Visselhövede) wurde 2008 demontiert. Weitere Arbeiten am Rotenburger Bahnhof wurden 2009 vorgenommen. So wurde zum Beispiel das komplette Bahnhofsgebäude neu errichtet.

#### Luftverkehr
Etwa vier Kilometer nordwestlich der Stadt Rotenburg (Wümme) befindet sich auf einem ehemaligen Militärflugfeld gegenüber der Von-Düring-Kaserne ein Flugplatz. Der Flugplatz ist ein Verkehrslandeplatz, der für Luftfahrzeuge mit einem Abfluggewicht von bis zu 5,7 Tonnen zugelassen ist. Er verfügt über eine 806 Meter lange Asphaltbahn. Der ICAO-Code des Flugplatzes ist EDXQ.

#### ÖPNV
Der überörtliche Nahverkehr wird durch Linienbusse gewährleistet, die hauptsächlich von der Weser-Ems-Busgesellschaft betrieben werden. Rotenburg liegt im Geltungsbereich der Verkehrsgemeinschaft Nordost-Niedersachsen und ist ferner an den Verkehrsverbund Bremen/Niedersachsen angebunden.
Der innerstädtische Personennahverkehr wird ehrenamtlich vom Bürgerbus Rotenburg Wümme e. V. mit zwei Fahrzeugen (8-Sitzer) betrieben. Dabei werden sowohl Ziele wie Krankenhaus, Ärztezentrum, Bürgermeisteramt, Landratsamt als auch alle größeren Einkaufszentren angefahren.

### Netzwerk/Breitbandausbau
2016 wurde die Initiative Freifunk-Rotenburg gegründet. Ziel ist der Aufbau eines frei verfügbaren WLAN Netzwerke nach dem Freifunk Modell für innerstädtische Bereiche und Unterkünfte sozial Benachteiligter.

### Öffentliche Einrichtungen
- Stadtbibliothek Rotenburg mit ca. 34.000 Medien
- Kreisarchiv Rotenburg

### Bildung
- Kantor-Helmke-Schule (Grundschule)
- Bernhard-Röper-Schule (Förderschule ESE, GE)
- Schule am Grafel (Grundschule)
- Stadtschule (Grundschule)
- IGS Rotenburg (Integrierte Gesamtschule)
- Pestalozzischule (Förderschule)
- Ratsgymnasium
- Berufsbildende Schule (BBS)
- Fachschule für Sozialpädagogik (Diakonissenmutterhaus) / Berufsfachschule Sozialassistent
- Fachschule für Heilerziehungspflege
- Berufsfachschule für Pflegeassistenz
- Kinderkrankenpflegeschule
- Lindenschule (Förderschule für geistige Entwicklung)
- Krankenpflegeschule
- Kreismusikschule (mit 12 Zweigstellen)
- Montessori-Grundschule
- Volkshochschule

### Feuerwehr
Die Freiwillige Feuerwehr Rotenburg (Wümme) wurde am 7. März 1891 gegründet.

### Bürgerengagement und Forschung
Die Kreisarchäologie Rotenburg ist für die Denkmalpflege im Landkreis Rotenburg zuständig und forscht zu verschiedenen Schwerpunktthemen. Zu den laufenden Forschungsprojekten gehören 2012 z. B.:
- Die spätmesolithische Station Oldendorf 52
- Neolithische Siedlung bei Lavenstedt
- Der Urnenfriedhof von Wittorf[25]
- Der Jüdische Friedhof Rotenburg

Verschiedene Selbsthilfegruppen bieten ein niedrigschwelliges Beratungsangebot. Besonders die Rotenburger ADHS-Selbsthilfegruppe ist durch die jährlich ausgerichteten interdisziplinären Symposien zum Thema Aufmerksamkeitsdefizit-/Hyperaktivitätsstörung überregional bekannt geworden.

### Freizeit- und Sportanlagen
- Erlebnisbad Ronolulu
- Wümmering in Mulmshorn (Motorrad-Sandbahnrennen)

Das Große und Weiße Moor ist eines der am besten erhaltenen Hochmoore in Niedersachsen. Vom NABU Rotenburg wurden am Bullensee ein Moorerlebnispfad sowie vier Wanderwege zwischen 1,5 und 11,5 km Länge angelegt.

## Persönlichkeiten

### Söhne und Töchter der Stadt
- Gerhard Schmidt (* 2. Hälfte 16. Jahrhundert), Kalkschneider und Bildhauer in Baden-Württemberg (z. B. Rittersaal im Schloss Weikersheim an der Tauber)
- Gebhard Jürgen Titge (1590–1663), Bildhauer und Architekt
- Ernst Stahl (um 1604–1664), Pastor und Superintendent, geriet in einen Hexenprozess und denunzierte sechs Mägde wegen angeblicher Hexerei.[28]
- Margareta Meinecken (1647–1664), Opfer der Hexenverfolgung
- Otto Emil von Düring (1829–1912), Offizier und hannoverscher Hofbeamter
- Jean Paul Hasse (1830–1898), Anstaltspsychiater
- Friedrich Kracke (1851–1939), sächsischer Generalmajor
- Heinrich Gechter (1873–1943), Lehrer und Ornithologe
- Hermann Meyer-Rabingen (1887–1961), Offizier, Generalleutnant und Bürgermeister von Melle
- Bernhard Haake (1904–1993), Pädagoge, Kunsterzieher und Heimatforscher
- Marta Henke (1907–1991), Trägerin des Bundesverdienstkreuzes am Bande für ihr Engagement für den Frauensport
- Heinrich Bartelheimer (1908–1985), Internist und Hochschullehrer
- Hans Jürgen Baden (1911–1986), ev. Theologe, Honorarprofessor und Schriftsteller
- Gustav Ernst (1914–1999), Politiker (FDP) und Mitglied des Niedersächsischen Landtages
- Manfred Osthaus (1933–2012), Architekt, Stadtplaner und Bremer Staatsrat für Bauwesen
- Fritz Fajen (1934–2023), Altphilologe, maßgebender Herausgeber der Halieutika des griechischen Lehrdichters Oppian
- Hartwig Hohnsbein (* 1937), evangelischer Pfarrer, Politikwissenschaftler und Autor
- Charlie Rinn (1937–2016), Schauspieler
- Ulrich Findeisen (1939–2020), Architekt, Stadtplaner, Stifter und Hochschullehrer
- Gerd Koch (* 1941), Theaterpädagoge, Publizist, Herausgeber und Redakteur
- Heinz Dieterich (* 1943), Sozialwissenschaftler und Publizist
- Erich Thies (* 1943), Wissenschaftsmanager und Hochschullehrer
- Horst Brunsiek (* 1944), Maler, Objekt- und Installationskünstler sowie Autor
- Friedrich-Wilhelm Tebbe (1945–2021), Dirigent, Sänger, Organist und Schulmusiker
- Jürgen Knaack (* 1946), Publizist und Literaturwissenschaftler
- Ekkehart Seusing (* 1947), Wirtschaftswissenschaftler und Bibliothekar
- Jürgen Gohde (* 1948), Theologe, Präsident des Diakonischen Werkes der EKD
- Hans-Jürgen Meyer (1949–2023), Pfarrer in der EKD und Autor
- Reiner Lemke (* 1949), Richter am Bundesgerichtshof, Präsident der DLRG Niedersachsen 1992–2001
- Rudolf Kruse (* 1952), Informatiker, Mathematiker und Hochschullehrer
- Sylvia Schenk (* 1952), Leichtathletin und Juristin
- Michael Farin (* 1953), Germanist, Verleger und Autor
- Jochen Homann (* 1953), Präsident der Bundesnetzagentur von 2012–2022
- Norbert Jürgens (* 1953), Biologe, Ökologe und Hochschullehrer
- Karsten Danzmann (* 1955), Physiker, leistete wichtigen Beitrag zur Entdeckung der Gravitationswellen
- Ulrike Link-Wieczorek (* 1955), ev. Theologin
- Jens Libbe (* 1962), Wirtschaftswissenschaftler und Stadtforscher
- Stephan Hertwig (1965–2016), Dartweltmeister im Jahre 2001
- Claudia Janssen (* 1966), evangelische Theologin und Hochschullehrerin
- Christian Mecke (* 1966), Richter am Bundessozialgericht
- Andreas Eichler (* 1968), Mathematikdidaktiker
- Ursula Rinck (* 1969), Richterin am Bundesarbeitsgericht
- Matthias Scherz (* 1971), Fußballspieler (u. a. 1. FC Köln)
- Stephan von Bothmer (* 1971), Pianist und Komponist, insbesondere von Stummfilmmusik
- Frank Carstens (* 1971), Handballspieler und -trainer
- Manfred Wichmann (* 1971), Historiker
- Dagmar Bussiek (* 1973), Historikerin
- Sven Schomacker (* 1973), Politiker (Piratenpartei)
- Simone Haack (* 1978), Künstlerin
- Ahmet Kuru (* 1982), Fußballspieler
- Dimitri Peters (* 1984), Judoka
- Sascha Sommer (* 1984), Radiomoderator und Journalist
- Steffen Meyer (* 1985), Ministerialbeamter
- Philip Zwiener (* 1985), Basketball-Nationalspieler
- Lisa Hoppe (* 1988), Jazzmusikerin
- Christina Siemoneit (* 1988), Schauspielerin
- Yannis Becker (* 1991), Fußballspieler
- Svenja Brunckhorst (* 1991), Basketballspielerin

### Persönlichkeiten, die mit der Stadt verbunden sind
- Johann Christian von Düring der Jüngere (1792–1862), Freiheitskämpfer und Forstwirt, wirkte in Rotenburg und ist dort begraben
- Adolf Kottmeier (1822–1905), deutscher Theologe und Gründer der Rotenburger Werke
- Theodor Schäfer (1846–1914), ev. Theologe, Pionier der Körperbehindertenfürsorge
- Otto Modersohn (1865–1943), einer der bekanntesten deutschen Landschaftsmaler, Mitbegründer der Künstlerkolonie Worpswede
- Rudolf Schäfer (1878–1961), Kirchenmaler
- Helmut Lent (1918–1944), Nachtjäger-Pilot der Luftwaffe der Wehrmacht im Zweiten Weltkrieg, eine Kaserne in Rotenburg wurde nach ihm benannt
- Walter Kempowski (1929–2007), deutscher Schriftsteller, starb im Agaplesion Diakonieklinikum Rotenburg/Wümme
- Inge Hansen-Schaberg (* 1954), Vorsitzende des Fördervereins „Cohn-Scheune“ e. V.
- Reinhard Grindel (* 1961), Politiker und Sportfunktionär, Mitglied des Rotenburger SV
- Birgit Lemmermann (* 1962), Gymnasiallehrerin (am Ratsgymnasium), Autorin (insbesondere von Kinder- und Jugendbüchern auf Plattdeutsch) und Übersetzerin
- Joost Reinke (* 1965), Theologe, Lehrer und Kommunalpolitiker, wuchs in Rotenburg/Wümme auf (Abitur am Ratsgymnasium)
- Sascha Pierro (* 1972), Frontmann der Popband Marquess
- Benjamin von Stuckrad-Barre (* 1975), Schriftsteller, wuchs in Rotenburg/Wümme auf
- Julien Backhaus (* 1986), Zeitschriftenverleger und Buchautor
- Florian Moch (* 1987), Regisseur, Autor und Puppenbauer, besuchte das Ratsgymnasium